# (461284) 2015 XZ68
(461284) 2015 XZ68 es un asteroide perteneciente al cinturón de asteroides, región del sistema solar que se encuentra entre las órbitas de Marte y Júpiter.
Fue descubierto el 25 de marzo de 2012 por el equipo del proyecto Mount Lemmon Survey desde el observatorio del Monte Lemmon.

## Designación y nombre
Designado provisionalmente como 2015 XZ68.

## Características orbitales
2015 XZ68 está situado a una distancia media del Sol de 3,084 ua, pudiendo alejarse hasta 3,233 ua y acercarse hasta 2,935 ua. Su excentricidad es 0,048 y la inclinación orbital 10,264 grados. Emplea 1978,23 días en completar una órbita alrededor del Sol.
Los próximos acercamientos a la órbita de Júpiter ocurrirán el 27 de febrero de 2068, el 2 de diciembre de 2127 y el 8 de septiembre de 2187.
Pertenece a la familia de asteroides de (221) Eos.

## Características físicas
La magnitud absoluta de 2015 XZ68 es 16,12. 